# Byrrhinus euryaspis
Byrrhinus euryaspis är en skalbaggsart som beskrevs av Champion 1923. Byrrhinus euryaspis ingår i släktet Byrrhinus och familjen lerstrandbaggar. Inga underarter finns listade i Catalogue of Life.